# Église Saint-Cyr de Saint-Cirgues-de-Malbert
Pour les articles homonymes, voir église Saint-Cyr.
L'église Saint-Cyr est une église située en France sur la commune de Saint-Cirgues-de-Malbert (Cantal), en région Auvergne-Rhône-Alpes.

## Historique
Ce petit sanctuaire d’origine romane a été agrandi au début du XVIIIe siècle par l’ajout de deux chapelles latérales formant un faux transept. Il conserve des peintures murales datées de la fin du XVIe et du XVIIe siècle. Le clocher-peigne a été reconstruit en 1812, et les portes conservent des vantaux du XVIIe siècle.

### Protection
L'église est inscrite au titre des monuments historiques par arrêté du 28 décembre 1978.

## Description
L’église, de plan simple, comprend une nef et un chœur décoré d’arcades latérales peintes. Elle possède un portail occidental en plein cintre et une porte sud, toutes deux avec des vantaux du XVIIe siècle. Le plafond de la nef et les parois du chœur conservent des traces de décors peints anciens.